# Fläckig vasspiga
Fläckig vasspiga (Coccidula scutellata) är en skalbaggsart som först beskrevs av Johann Friedrich Wilhelm Herbst 1783. Den ingår i släktet Coccidula och familjen nyckelpigor.

## Beskrivning
En påtagligt slank och avlång nyckelpiga, med nästan parallella sidor på täckvingarna och en halssköld som är något smalare än bakkroppen. Hela kroppen är rödbrun och behårad. Täckvingarna har fem svarta fläckar, en längst fram i mitten, och två på varje täckvinge. Fläckarna är variabla både till storlek och utbredning; ibland är de helt sammanflytande. Antennerna är långa. Arten är mycket liten, med en längd på 2,5 till 3 mm.

## Utbredning
Utbredningsområdet omfattar Mellan- och Nordeuropa från nordligaste Italien i söder till södra Skottland och södra Skandinavien i norr, samt österut från Vitryssland, Ukraina och Ryssland via Kaukasus till Kazakstan och Sibirien. Den förekommer också i Nordafrika. I Sverige finns den i Götaland och Svealand, medan den i Finland främst har observerats i de södra delarna av landet (inklusive Åland).

## Ekologi
Den fläckiga vasspigan är en solälskande art som framför allt lever bland höga gräs och halvgräs som bladvass, starr och höga glyceriorarter. Den föredrar fuktiga habitat som träsk, torvmossar, flodbankar och sjöstränder. Både de vuxna insekterna och larverna lever av bladlöss. Övervintringen sker i gräs- och starrtuvor eller på marken bland döda växtdelar.

## Bildgalleri

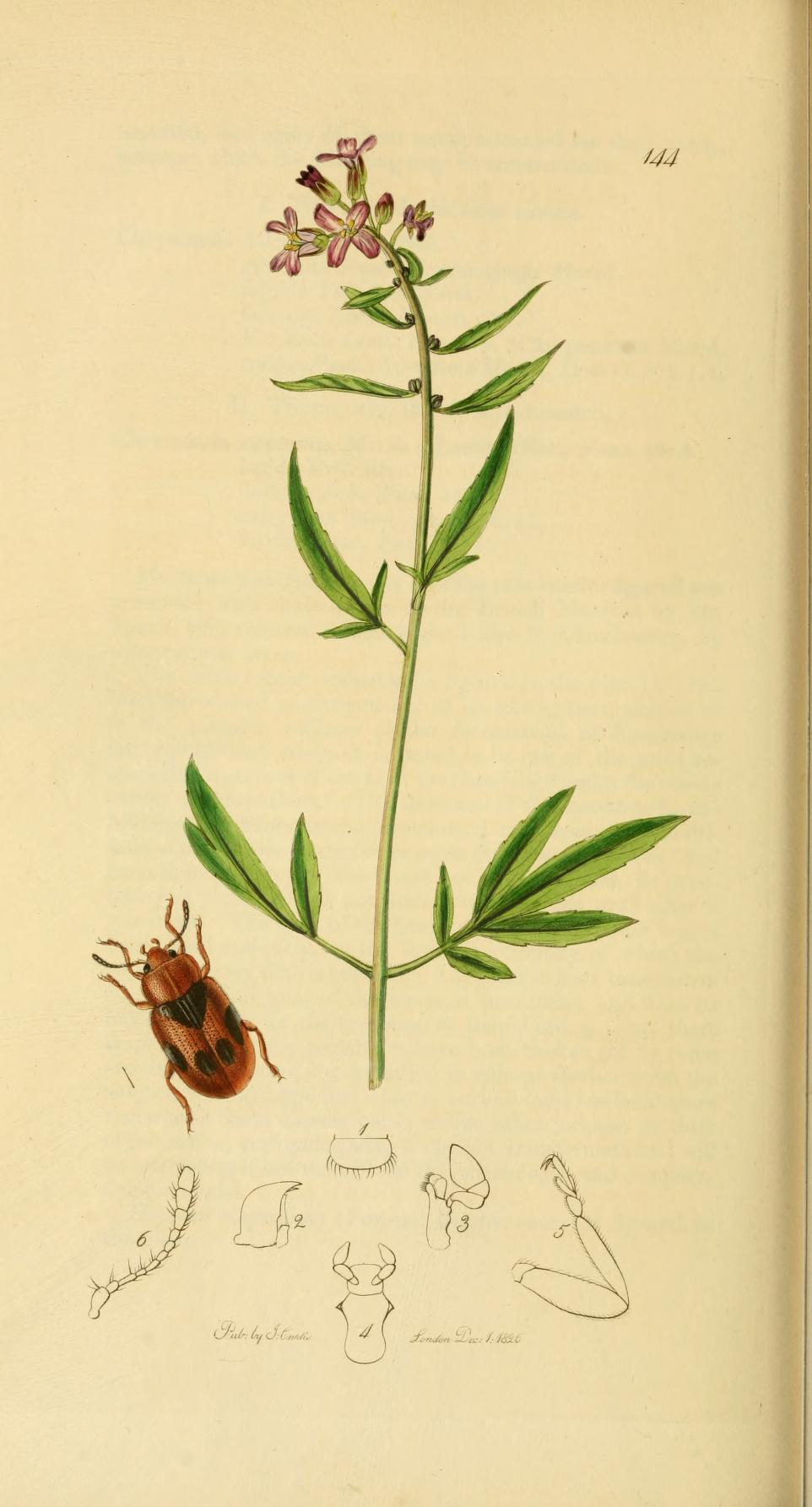
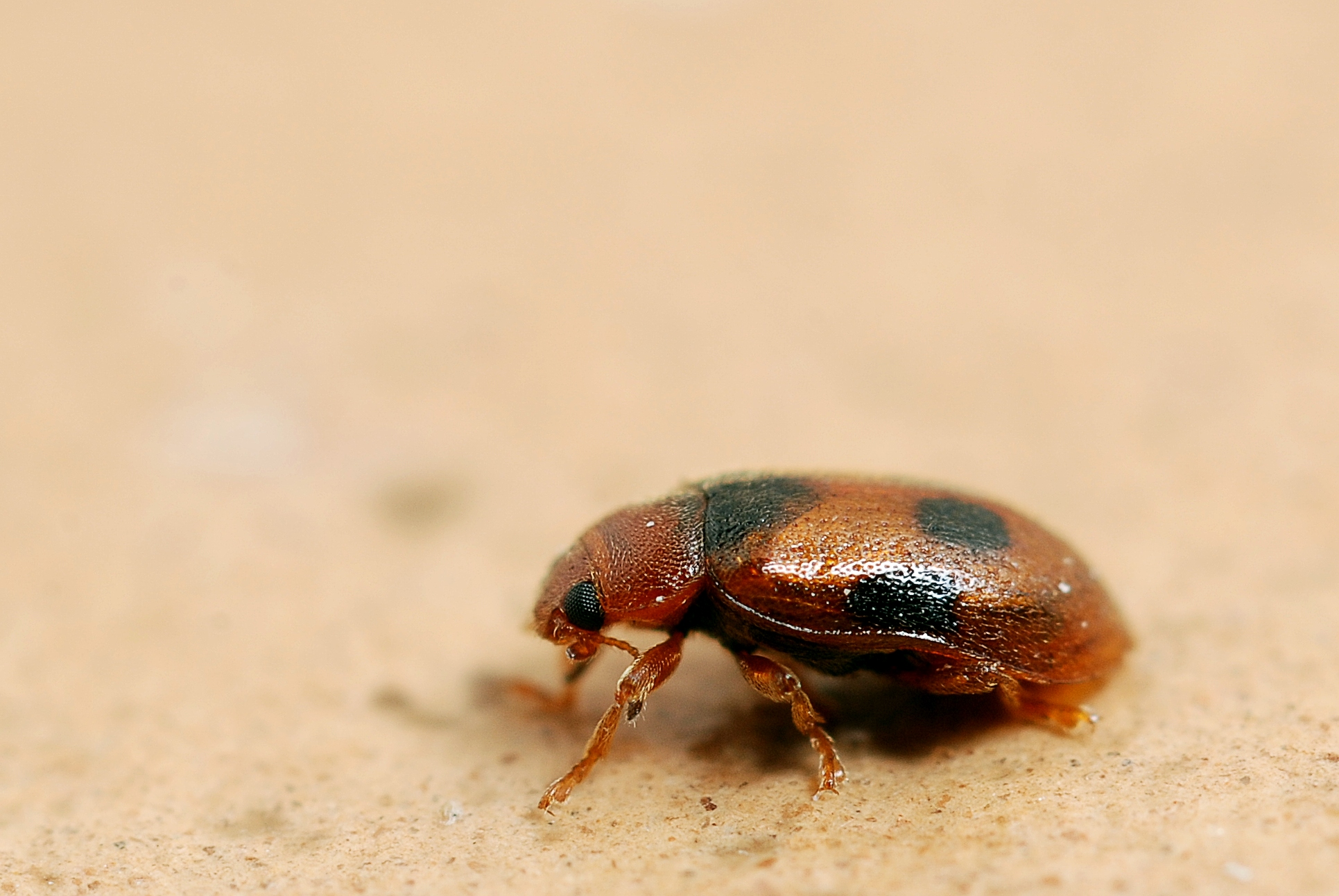